# (3344) Modène
Pour les articles homonymes, voir Modena (homonymie) et Modène (homonymie).
(3344) Modène, internationalement (3344) Modena, est un astéroïde de la ceinture principale.

## Description
(3344) Modène est un astéroïde de la ceinture principale. Il fut découvert le 15 mai 1982 à Bologne par l'Observatoire San Vittore. Il présente une orbite caractérisée par un demi-grand axe de 2,42 UA, une excentricité de 0,12 et une inclinaison de 9,4° par rapport à l'écliptique.

## Nom
(3344) Modène fut nommé d'après la ville italienne de Modène, située dans la région d'Émilie-Romagne. En effet, la citation de nommage mentionne :

« Nommé d'après la ville proche de Bologne, célèbre pour sa magnifique Torre Ghirlandina, sa cathédrale romane ou Duomo di Modena, et son académie militaire qui était autrefois le palais royal des Estensi, la dynastie qui gouverna la ville jusqu'en 1859. Modène est aussi la patrie des astronomes Geminiano Montanari (1633-1687), Giovanni Battista Amici (1786-1863) et Giuseppe Bianchi (astronome) (it) (1791-1866). C'est également le lieu de naissance et de résidence d'Ermes Colombini, astronome amateur du groupe de l'observatoire San Vittore de Bologne. »

— Minor Planet Circular 10549

## Compléments